# Frankatura pojedyncza
Frankatura pojedyncza – frankatura jednego znaczka pocztowego, którego wartość nominalna odpowiada opłacie taryfowej za dany rodzaj przesyłki pocztowej (np. list).